# Xã Perkiomen, Quận Montgomery, Pennsylvania
Xã Perkiomen (tiếng Anh: Perkiomen Township) là một xã thuộc quận Montgomery, tiểu bang Pennsylvania, Hoa Kỳ. Năm 2010, dân số của xã này là 9.139 người.